# گلینگسکی
گلینگسکی (به لهستانی:  Gliniski) یک روستا در لهستان است که در گمینا اوگوستوو واقع شده‌است.